# Marcus Taylor
Marcus Taylor (Lansing, Míchigan, 25 de noviembre de 1981) es un exjugador de baloncesto estadounidense que desarrolló su carrera deportiva sobre todo en la D-League y en la Basketball Bundesliga. Con 1,91 metros de estatura, jugaba en la posición de base.

## Trayectoria deportiva

### Universidad
Tras disputar en 2000 el prestigioso McDonald's All-American Game, jugó dos temporadas con los Spartans de la Universidad Estatal de Míchigan, en las que promedió 12,1 puntos, 4,4 asistencias y 2,1 rebotes por partido. En su última temporada fue incluido en el mejor quinteto de la Big Ten Conference tras liderar la conferencia en puntos (17,7) y asistencias (5,0).

### Profesional
Fue elegido en la quincuagésimo segunda posición del Draft de la NBA de 2002 por Minnesota Timberwolves, pero no fichó por el equipo, jugando en ligas menores de su país hasta que en 2004 fichó por el ASVEL de la Pro A francesa, donde sólo jugó nueve partidos entre liga y Euroliga, en los que promedió 5,2 puntos y 1,7 rebotes por partido.
Al año siguiente fichó por el MENT BC Vassilakis griego, pero apenas jugó unos minutos en dos partidos en los que ni siquiere llegó a anotar punto alguno. Regresó a su país, y en 2005 fue seleccionado en la segunda ronda del Draft de la NBA D-League por los Albuquerque Thunderbirds, donde jugó seis partidos en los que promedió 8,0 puntos y 2,3 rebotes.
Tras un breve paso por los Tulsa 66ers, en enero de 2017 fichó por el TBB Trier de la BBL alemana, donde acabó su primera temporada disputando 15 partidos, en los que promedió 14,9 puntos y 3,8 rebotes por partido. Renovó por una temporada más, pero una lesión en un dedo del pie apenas le permitió disputar ocho partidos. En febrero de 2009 fichó por los Anaheim Arsenal, de vuelta en la D-League, pero una nueva lesión hizo que solo llegara a disputar tres partidos, siendo apartado del equipo al mes siguiente. Tras no recuperarse, decidió dejar el baloncesto.